# Marcos Rivadero
Marcos Alejandro Rivadero (Córdoba, 9 ottobre 1992) è un calciatore argentino, centrocampista svincolato.

## Caratteristiche tecniche
È un mediano.

## Carriera
Cresciuto nelle giovanili del Belgrano, ha esordito in prima squadra l'11 maggio 2014 in occasione del match di campionato pareggiato 0-0 contro l'Arsenal Sarandí.